# Omaezaki
Omaezaki (御前崎市 Omaezaki-shi?) es una ciudad costera de la Prefectura de Shizuoka, Japón. Su área es de 65 km² y su población total es de 33 955 (2012).

## Clima
Omaezaki tiene un clima subtropical húmedo, debido a su localización costera experimenta fuertes vientos de octubre a abril.
| Parámetros climáticos promedio de Omaezaki | Parámetros climáticos promedio de Omaezaki | Parámetros climáticos promedio de Omaezaki | Parámetros climáticos promedio de Omaezaki | Parámetros climáticos promedio de Omaezaki | Parámetros climáticos promedio de Omaezaki | Parámetros climáticos promedio de Omaezaki | Parámetros climáticos promedio de Omaezaki | Parámetros climáticos promedio de Omaezaki | Parámetros climáticos promedio de Omaezaki | Parámetros climáticos promedio de Omaezaki | Parámetros climáticos promedio de Omaezaki | Parámetros climáticos promedio de Omaezaki | Parámetros climáticos promedio de Omaezaki |
| Mes                                        | Ene.                                       | Feb.                                       | Mar.                                       | Abr.                                       | May.                                       | Jun.                                       | Jul.                                       | Ago.                                       | Sep.                                       | Oct.                                       | Nov.                                       | Dic.                                       | Anual                                      |
| ------------------------------------------ | ------------------------------------------ | ------------------------------------------ | ------------------------------------------ | ------------------------------------------ | ------------------------------------------ | ------------------------------------------ | ------------------------------------------ | ------------------------------------------ | ------------------------------------------ | ------------------------------------------ | ------------------------------------------ | ------------------------------------------ | ------------------------------------------ |
| Temp. máx. media (°C)                      | 10.0                                       | 10.6                                       | 13.3                                       | 17.6                                       | 21.3                                       | 24.0                                       | 27.2                                       | 29.2                                       | 26.7                                       | 22.1                                       | 17.6                                       | 12.6                                       | 19.4                                       |
| Temp. media (°C)                           | 6.0                                        | 6.5                                        | 9.3                                        | 14.2                                       | 18.0                                       | 21.2                                       | 24.5                                       | 26.1                                       | 23.6                                       | 18.8                                       | 14.0                                       | 8.7                                        | 15.9                                       |
| Temp. mín. media (°C)                      | 2.3                                        | 2.7                                        | 5.3                                        | 10.9                                       | 14.9                                       | 18.7                                       | 22.3                                       | 23.7                                       | 21.0                                       | 15.8                                       | 10.4                                       | 4.9                                        | 12.7                                       |
| Precipitación total (mm)                   | 76.7                                       | 97.1                                       | 166.7                                      | 190.2                                      | 216.4                                      | 280.4                                      | 222.9                                      | 215.6                                      | 211.3                                      | 170.7                                      | 135.3                                      | 70.4                                       | 2053.7                                     |
| Horas de sol                               | 198.1                                      | 175.7                                      | 191.9                                      | 176.7                                      | 201.8                                      | 148.5                                      | 177.6                                      | 223.8                                      | 167.1                                      | 161.2                                      | 161.3                                      | 189.7                                      | 2173.4                                     |
| Humedad relativa (%)                       | 59                                         | 61                                         | 64                                         | 75                                         | 78                                         | 85                                         | 88                                         | 85                                         | 80                                         | 73                                         | 68                                         | 63                                         | 73.3                                       |
| Fuente: NOAA (1961-1990)                   |                                            |                                            |                                            |                                            |                                            |                                            |                                            |                                            |                                            |                                            |                                            |                                            |                                            |